# Charles-Jacques Denizard
Pour les articles homonymes, voir Denizard.
Charles-Jacques Denizard, né le 30 septembre 1816 à Paris et mort dans la même ville le 7 septembre 1883, est un peintre français.

## Biographie
Charles-Jacques Denizard est le fils de Charles-Jacques Denizard et de Anne Louise Victorine Gervais.
Il épouse Antoinette Clotilde Rose Clavier à Paris le 26 octobre 1850, leur fils Eugène Denizard (1851-1940) sera également artiste peintre, restaurateur au Louvre.
Il meurt à son domicile parisien de la rue du Dragon à l'âge de 66 ans.